# 시체들의 새벽
《시체들의 새벽》(Dawn of the Dead)은 조지 A. 로메로 감독의 호러영화 작품이다. 《살아있는 시체들의 밤》(1968년)에 이어 1978년에 공개되었다.
당시 무명이었던 조지 A. 로메로는, 이 작품을 계기로 ‘마스터 오브 호러’로서 일약 유명한 감독이 되었다. 흥행 성공에는 이탈리아 호러 영화 감독인 다리오 아르젠토의 도움이 있었다. 그는 이 영화에서 제작 일부와 음향효과와 유럽 공개판을 감수하는 작업도 했다. 그가 이 작품의 유럽시장의 교두보 역할을 한 것도 간과할 수 없는 점이다.
인간이었을 때의 습관으로 거대한 쇼핑몰에 빨려 들어가듯 모이는 좀비들로 미국의 거대소비사회를 날카롭게 풍자한 로메로 감독 본인은, 이 작품엔 일종의 블랙 코메디적인 요소가 있다고 말했다.

## 줄거리
전미 각지에서 갑자기 죽었던 사람이 되살아나 산 사람들을 덮치며 공격하기 시작한다. 좀비들에게 공격당해 사망한 사람들도 좀비로서 다시 살아나 좀비의 수는 시간이 지날수록 늘어만 갔다.
방송국에 근무하는 프랑은 좀비가 야기한 대혼란으로 인해 점점 방송 기능이 마비되자 방송국을 버리고 애인인 스티븐과 그의 헬기로 탈출할 것을 결의한다.
그와 동시에, 필라델피아 시경 특수기동대(SWAT)의 대원인 로저는 이민족인 주민들이 사체의 인도를 거부하며 대립하고 있는 아파트에 부대원들과 침투, 좀비가 산 사람을 먹는 지옥같은 장면을 목격하며, 세상의 종말을 실감한다. 무차별적인 살인을 범하던 기동대 대원 울리를 사살한 피터에게 친구인 스티븐은 헬기로 도시에서 탈출할 것을 제안한다.
수상경찰은 기지를 포기하고 보트로 탈출하고, 고층빌딩의 불빛도 잇달아 꺼져가는 상황과 혼란을 뒤로 하여 날아오른 4명은, 들판에 죽은 자들이 왔다갔다하며 그들을 사냥하는 헌터들과 군인들이 그들을 사살하는 광경 등을 목격한다.
그들은 식료품을 얻기 위해 대형쇼핑몰 옥상에 헬기를 착륙시킨다. 쇼핑몰 안에는 살아있었을 때의 습관으로 좀비가 다수 들어와 있었다. 그들은 최상층의 일부만을 점거하며 잠시나마 안전하게 되지만, 로저와 피터는 쇼핑몰 전체를 점거하기 위한 계획을 실행에 옮긴다. 4명은 대형 트럭으로 쇼핑몰의 출입구를 가로막는 데 성공하지만, 도중에 좀비에게 습격당해 궁지에 몰린 로저가 부주의로 인해 좀비에게 팔과 다리를 물리고 만다. 그 후 4명은 쇼핑몰 안의 모든 좀비를 전부 죽이기로 하고, 쇼핑몰은 그들의 소유가 된다. 그러나, 로저는 점점 좀비로 변해갔고, 피터는 로저의 바램대로 좀비로 되살아난 로저를 사살한다. 남아도는 식료품, 옷, 무기를 손에 넣은 그들은 한순간 평온한 나날을 보내지만, 로저를 잃고 갈 곳도 없으며, 쇼핑센터 안에만 갇혀있는 폐쇄감과 조바심이 남아있던 3명의 마음을 혼란스럽게 했다.
하지만, 그 조차도 오래가진 못했다. 어느날 무기로 무장해 약탈자로 변한 살아있던 폭주족 단원들이 쇼핑센터를 습격해 그들과 함께 좀비들도 대량으로 쇼핑센터에 난입해 왔다. 프란을 최상층에 남겨두고 피터와 스티븐은 결전을 결심하는데...

## 캐스팅
- 스티븐 앤드류스 : 데이빗 엠게-정승욱
- 피터 워싱턴 : 켄 포리-최석필
- 로저 데 마르코 : 스콧 H. 라이니거-안용욱
- 프란신파커 : 게일런 로스-엄상현
- 로이(SWAT대원）: 롯드 스토퍼 -김기흥
- 울리(SWAT대원) : 존 파피시코 -박만영
- TV 디렉터 : 죠지 A. 로메로 - 이철용
- 방송국 여성 스텝 :크리스틴 로메로（감독의 부인） -박인선
- 폭주족 단원 : 톱 사비니（특수촬영 메이크업 담당) -최한
- 배가 찢겨지는 폭주족 : 탄 N. 스테브러키스 (ED 크레딧에서는 탄 스테브러키스） -오인성
- 부둣가의 위장경관 : 조셉 필라토 (후에 "시체들의 새벽"에서 라스트 클라이막스 씬에서 좀비들에게 무참히 찢겨지는 로즈대위로 열연)-방성준
- 트럭에 치이는 좀비 : 톰 사비니（특수촬영 메이크업 담당） -안장혁
- 손도끼에 머리를 찍히는 좀비 : 레너드 라이스-정재헌
- M-16 좀비 : 제이 스토버 -정영웅
- 스님좀비 : 마이클 버호스키 -홍승표
- 반다나를 두른 소녀좀비 : 낸시 프리드먼 -이소영
- 간호원 좀비 : 샤론 세커티 -윤여진
- 뚱보 좀비 : 리 커밍스 -손종환

## 잡다한 이야기
조지 A. 로메로의 시체3부작 중 두 번째 작품이다. 첫 번째 작품은 《나이트 오브 더 리빙데드（Night of the Living Dead）》, 세 번째 작품은 《시체들의 날（Day of the Dead)》이다. 또한 로메로는, 네 번째 작품인 《랜드 오브 더 데드（Land of the Dead）》, 다섯 번째 작품인 《다이어리 오브 더 데드（Dairy of the Dead）》도 제작했으며 여섯 번째 작품인 《아일랜드 오브 더 데드（Island of the Dead）》도 제작 중이다.
이 작품은 2004년 같은 제목으로 잭 슈나이더 감독에 의해 리메이크되었다. 리메이크판의 좀비들은 재빠르게 뛰어다니며 죽일 듯이 쫓아오는 설정이지만, 로메로감독은 잡지와의 인터뷰에서, ‘뛰어다니는 좀비는 마음에 들지 않는다’라고 언급하기도 했다.
S. 스패로우에 의해 소설화 된 《시체들의 새벽》에서는 주인공들이 권총자살한 쇼핑센터의 경영자를 발견한다. 클라이막스에 등장하는 폭주족들의 개개인의 이름들이 쓰여있는 등 본편엔 없는 장면이 몇 가지 더 묘사되어 있다.
트레일러를 조달하는 장면에선 로저가 좀비를 치어 튕겨내 날려버리지만, 슬로모션으로 재생하면 트램펄린이 옥의 티로 비쳐진다. 튕겨 날아갔던 좀비는 후반에 폭주족 단원으로도 또 다시 등장하는데 그는 바로 특수촬영 메이크업 담당의 톰 사비니다.
이 작품의 열광적인 팬의 한 사람으로서 쿠엔틴 타란티노가 있다. 무명시절 그는 이력서에 ‘폭주족 단원 역할로 출연’했다고 허위 경력을 써낸 적도 있다고 한다. 또한 《황혼에서 새벽까지(From Dusk till Dawn)》의 제작 총지휘를 맡았을 때, 톰 사비니의 폭주족 스타일의 남자 「섹스 머신」역으로 출연을 요청했다고도 한다.
펜실바니아주 피츠버그 교외에 위치한 쇼핑몰 「몬로 빌 몰」에서 촬영되었다. 쇼핑몰은 현재도 성업 중이어서 인터넷사이트 등에서 찾아볼 수 있다. 영화출연자들이 좀비팬들을 위한 투어를 만들어 관광 상품으로 만들었다. 2007년 현재 몬로빌 몰에는 스케이트 링크는 없으며, 식당가로 변해 있다. 또한 이 영화가 촬영된 당시부터 지금까지 남아있는 점포는 「J.C.페니」라는 점포뿐이다. 영화에 나왔던 무기점은 원래부터 존재하지 않았고, 근교의 무기점을 빌려 로케 촬영한 것을 쇼핑몰 안에 존재하고 있는 듯이 편집한 것이다.
영화에서 쇼핑몰 옥상은 주차장에서부터 들어갈 수 없는 설정이지만 실제로는 주차장 뒤에서부터 옥상으로 이어지는 경사로가 있어 간단하게 걸어서 오를 수 있는 구조로 되어있다.
쇼핑몰 안의 좀비들을 죽인 후 주인공들이 진열된 상품들을 물색하는 몇몇 장면의 후반, 스콧트 H. 라이니거가 분하는 로저는 병에 담긴 동그란 과일 같은 것을 먹는 장면이 있으나, 안에 있었던 건 올리브였고, 그 자신은 에드리브였다는 후문이 있다.
촬영에 사용한 쇼핑몰은 낮에는 정상영업을 하고 있었으므로 촬영은 영업 종료 후 새벽까지 촬영되었다.
은행 장면에서 사용된 지폐와 점포 등에 있던 귀금속류 등은 전부 진짜였다고 한다. 그 때문에 촬영은 항상 점포 관계자가 지켜보는 가운데 촬영되었다 한다.
대낮에 쇼핑몰의 주차장을 좀비가 배회하는 장면들은 전부 이른 아침에 촬영되었다고 한다. 당시 그 주변은 아침이 되면 인근의 노인들이 산책하는 경우가 있어, 좀비들을 목격한 노인들이 충격을 받을 위험이 있었고 경찰들에게 체포될 가능성도 있었기에, 촬영은 주변에 사람이 없는 것을 확인한 후에 신중하게 촬영되었다고 한다.
톰 사비니가 연기한 폭주족에게 손도끼로 머리를 찍히는 좀비역의 레너드 라이스는, 미국에서 개최되고 있는 호러영화 집회의 단골손님이다. 자신의 부스 앞에선 촬영에 사용됐던 손도끼와 같은 모양의 모형과 자기가 연기한 머리를 찍힌 장면이 프린트된 T-셔츠등을 판매함으로써 팬들을 기쁘게 한다는 후문이 있다.
호러 계열의 컨벤션에는 주인공 4명도 자주 참가하고 있고, 특히 켄 포리의 부스엔 팬들로 장사진을 이룰 정도로 큰 인기를 얻고 있다고 한다.
제작자 중 한 사람이던 다리오 아르젠토에 의하면, 이 영화가 히트를 한 후 로메로와 공동으로 바로 속편 제작을 구상했지만 그 후 《상게리아（ZOMBI2）》를 시작으로 속편격인 아류작품이 많이 쏟아져 나와, 제작하기 어려운 상황에 놓이고 만다. 결국 1980년대에 들어서는 유럽에서 미국 달러화가 상승함으로써 아르젠토는 영화제작에서 손을 놓게 되고, 명감독끼리 콤비를 이룬 영화제작은 무산되고 만다.
좀비 떼들로 들끓는 길에 쇼핑몰에서 서바이벌 게임을 하는 것 같은 내용으로 캡콤에서 제작하여 발매한 게임 〈데드 라이징〉에 대하여 작품의 저작권을 갖고 있는 영화회사 「MKR Group」이 작품의 저작권 침해라는 이유로 2008년 2월 27일 소송을 거는 소동도 있었다.

### 버전의 차이
이 영화는 크게 3종류의 다른 버전이 있다. 각각의 버전을 일본에선 「미국극장 공개판」 「다리오 아르젠또 감수판」 「디렉터스컷 완전판」로 부르고 있다.
3종류는 비디오, DVD 발매되었다. 「다리오 아르젠또 감수판」「디렉터스 컷 완전판」의 DVD는 오랫동안 절판된 상태이므로, 인터넷 옥션 등에서 가격이 뛰어올랐지만, 2007년 12월 21일에 3가지 버전과 함께 《나이트 오브 더 리빙 데드》, 《데이 오브 더 데드》가 염가로 재발매되었다.

#### 미국 극장 공개판
북미에서 극장공개된 버전에선 본편 러닝타임이 127분이다.
소프트화할 때 다소 수정을 하여 현재「미국 극장 공개판」으로 발매된 소프트는 엄밀히 따지면 미국 극장 공개판은 아니다. 로메로 감독만의 어두운 맛을 낸 것이 특징. 일본에선「다리오 아르젠또 감수판」을 기초로 한 버전이 극장에 공개되기도 했지만 최초로 CIC 빅터에서 비디오 발매된 「미국 극장 공개판」이 오리지날이라 할 수 있다.

#### 다리오 아르젠또 감수판
아시아와 유럽 등에서 극장공개된 버전으로 본편 러닝타임이 119분이다.
사운드트랙에는 고블린의 곡이 전면에 흐르고, 음향효과 일부가 바뀌어 있다. 액션영화같은 편집이 특징. 일본에서 극장공개된 것은, 이 버전에선 잔혹한 장면을 가위질했고 화면을 정지시켜 처리했으며, 오프닝에 혹성 폭발 장면（같은 헤럴드 배합한 공포영화 《메테오》에서 유용한 듯한 장면)(상세하진 않음) 또 그것으로 인한 좀비의 등장의 설명을 더해 엔딩크레딧을 삭제한 115분 버전이다. TV 방영 당시엔 더욱 심해져, 잔혹한 장면과 헬기의 이동 장면 등을 삭제, 혹성 폭발 장면을 TV용으로 편집해서 약 90분 정도로 단축한 도쿄 12채널 방영 버전, 2종류가 존재하고 있다.(다음 내용 참조)

#### 디렉터스 컷
로메로가 칸느 국제 영화제에 출품하기 위해 만든 버전으로 본래의 완전판은 아니다. 본편의 러닝타임은 139분이다.
일반적인 의미의 디렉터스 컷의 정의와는 다소 다른 제작 경과（미국 극장공개판보다 전에 만들어져 있던）때문에 ‘Cannes Version’과‘Rough Cut Version’으로 불리기도 한다. 촬영 종료부터 영화제 개최까지의 기간이 짧았기 때문에 제대로 편집이 이루어지지 않았으며, 나중에 로메로 감독의 인터뷰에선 「불만족스런 작품이다」라고 공언했다. 쇼핑센터 안 생활 묘사와 경찰서에서 경관들과의 뜻하지 않은 조우 장면이 길게 편집되어 있고 그외 다른 장면에서도 약간씩 변화가 있었다.
이러한 버전들을 기초로 독일의 팬이 멋대로 모든 장면을 이어서 만든 편집판「파이널 컷 판」으로 불리는 버전이 있다. 러닝타임은 156분이다. 디렉터스 컷 판과 아르젠또 판에 밖에 없는 장면을 넣었고, 음악은 고블린. 음성은 독일어만 수록. 독일에선DVD 가 발매되어 있지만 해적판이기 때문에 일본 국내에선 정식으로 발매되지 않고 있다. 물론 이 버전에도 혹성 폭발장면은 수록되어있지 않다.

#### 진정한 완전판
진정한 《Dawn Of The Dead》 오리지널 완전판（올 러쉬판）은 약 3시간이란 소문이 있다. 발매할 가능성은 지극히 낮다.

## 같이 보기
- 좀비 영화 목록